# 感覺閾限
感覺閾限（英語：Sensory threshold）是学术研究中的常用语，指令对象发生某种变化所需的某种条件的值。阈值根据条件本身可以有不同的单位。阈值被广泛运用在包括建筑学、生物学、航天、化学、电信、电子和心理学等各个领域，并作为词根派生出大量的相关词汇。该词与极值没有必然联系。
绝对临界值（英語：Absolute threshold）在心理学中表示人可以感知特定刺激（声音，光，压力，味道，气味）的最小值，低于这个值人就感觉不到特定刺激。 
区别临界值（英語：指人可以感知两种刺激之间有区别的最小值， 两种刺激之间的区别如果低于这个值人就感觉不到它们之间是不同的。

## 相关词汇
- 关于人耳可以辨识声音的频率、响度的上下限的听阈
- 关于疼痛感觉的痛阈
- 关于心脏的阈电位
- 關於影像處理的临界灰度值

## 常见错误写法
阀值、霍值，是閾值的常见错误写法。

## 参看
- 极值

## 文內注釋
1. ↑  .   [2014-08-02]. （原始内容存档于2015-03-22）.